# Michalis Lountzis
Michalis Lountzis (en griego, Μιχάλης Λούντζης, Marusi, Atenas, 4 de agosto de 1998) es un baloncestista griego que pertenece a la plantilla del Promitheas Patras B.C. de la A1 Ethniki, la primera categoría del baloncesto de su país. Con 1,98 metros de estatura, juega en las posiciones de base o escolta.

## Trayectoria deportiva

### Profesional
Comenzó a jugar en las categorías inferiores del Kronos Agiou Dimitriou, equipo con el que debutó en categoría nacional con tan solo 15 años, en la tercera división griega. En junio de 2014 es fichado por el Panathinaikos B.C. por cinco temporadas. En su primera temporada en el equipo se convirtió en el segundo jugador más joven, con 16 años, en anotar una canasta en la Euroliga, la máxima competición europea, sólo superado por Ricky Rubio.
Ese año se convirtió además en el jugador más joven en jugar una final de la Copa de Grecia, ante el Apollon Patras B.C. donde lograron la victoria y su primer título. En total esa temporada disputó once partidos de A1 Ethniki y dos de Euroliga, promediando en total 2,3 puntos y 1,2 asistencias.
El 6 de julio de 2021, firma por el del Olympiakos B. C. de la A1 Ethniki.
El 29 de julio de 2024 rompe con Olympiakos y regresa al Promitheas Patras B.C..

### Selección nacional
Es un habitual de la selección de Grecia en sus categorías inferiores. Consiguió la medalla de oro en el Europeo Sub-18 disputado en su país en 2015, torneo en el que promedió 5,0 puntos y 2,3 asistencias por partido. Ganó también la medalla de bronce en el Europeo B Sub-20 disputado al año siguiente.
En septiembre de 2022 disputó con el combinado absoluto griego el EuroBasket 2022, finalizando en quinta posición.
Durante agosto y septiembre de 2023 fue integrante de la selección de Grecia que participó en el Mundial de 2023 celebrado en Asia, y que finalizó en decimoquinto lugar.